# Mikroregion Vizovicko
Mikroregion Vizovicko je zájmové sdružení právnických osob v okresu Zlín, jeho sídlem jsou Vizovice a jeho cílem je spolupráce a koordinace záměrů v oblasti hospodářství, zemědělství, kultury, sportu a sociální péče v členských obcích. Sdružuje celkem 7 obcí a byl založen v roce 1999.

## Obce sdružené v mikroregionu
- Bratřejov
- Jasenná
- Lhotsko
- Lutonina
- Ublo
- Vizovice
- Zádveřice-Raková